# Rasskasowo
Rasskasowo (russisch Рассказово) ist eine Stadt in der Oblast Tambow (Russland) mit 45.484 Einwohnern (Stand 14. Oktober 2010).

## Geografie
Die Stadt liegt im zentralen Teil der Oka-Don-Ebene etwa 40 km östlich der Oblasthauptstadt Tambow am Flüsschen Lesnoi Tambow, einem rechten Nebenfluss der Zna im Flusssystem der Wolga.
Rasskasowo ist der Oblast administrativ direkt unterstellt und zugleich Verwaltungszentrum des gleichnamigen Rajons.
Die Bahnstation Rasskasowo liegt zehn Kilometer nordwestlich an der 1871 eröffneten Eisenbahnstrecke Moskau–Tambow–Saratow (Streckenkilometer 501). Näher zum Stadtzentrum liegt die Station Platonowo bei der gleichnamigen Siedlung (Streckenkilometer 515). Durch Rasskasowo führt auch die Fernstraße 1R208 Tambow–Kirsanow (weiter als 1R209 nach Pensa).

## Geschichte
Der Ort entstand 1698, als sich hier der aus Morschansk stammende Bauer Stepan Rasskasow ansiedelte, nach welchem der Ort benannt wurde.
Vom 18. bis zum Beginn des 20. Jahrhunderts war das Dorf für seine Handwerkserzeugnisse bekannt, wie Strick- und Gerbereiwaren, Kerzen und Seife. 1753 wurde eine Weberei gegründet, wenig später eine Färbereimanufaktur.
1926 wurde das Stadtrecht verliehen.

### Bevölkerungsentwicklung
| Jahr | Einwohner |
| ---- | --------- |
| 1897 | 12.000    |
| 1926 | 25.000    |
| 1939 | 30.792    |
| 1959 | 33.785    |
| 1970 | 40.038    |
| 1979 | 43.585    |
| 1989 | 49.058    |
| 2002 | 46.516    |
| 2010 | 45.484    |

Anmerkung: Volkszählungsdaten (1897–1926 gerundet)

## Kultur und Sehenswürdigkeiten
In Rasskasowo sind die Apostel-Johannes-Kirche (церковь Иоанна Богослова/zerkow Ioanna Bogoslowa) von 1895 sowie Teile des Landsitzes der Adelsfamilie Poltorazki, enger Bekannter Alexander Puschkins vom Anfang des 19. Jahrhunderts erhalten, außerdem der Landsitz der Fabrikantenfamilie Assejew von 1902 mit Palast und Park.
Im über 100 Hektar großen Waldgebiet Besduschny kust nahe der Stadt sind Reste der ehemaligen „Salzstraße“ nach Astrachan erhalten.

## Wirtschaft
In Rasskasowo gibt es Betriebe der Textilindustrie und des Gerätebaus.

## Söhne und Töchter der Stadt
- Moissei Alexandrowitsch Markow (1908–1994), Physiker